# 알셰옙스키군

얄셰옙스키 군의 위치

알셰옙스키군(러시아어: Альшеевский район)은 1935년 1월 31일에 설치되었다. 바시키르 공화국의 남서쪽에 위치하며 됴마 강이 흐른다. 면적은 2415 km2이다. 인구는 4만8,600명(1995)이다. 주요 도시는 라옙스키(Раевский, 1만8,300명)이다. 주민은 타타르족, 바시키르인, 러시아인이다.
농업을 주로 한다. 하지만 이곳은 석유가 채취되는 곳이기도 해서 석유 회사인 «악사콥넵티»(Аксаковнефть)가 이곳에서 석유를 채취한다.